# Cattedrali in Burundi
Questa è una lista delle cattedrali in Burundi.

## Cattedrali cattoliche
| Cattedrale                             | Arcidiocesi o Diocesi    | Località  | Dedicazione               | Immagine |
| -------------------------------------- | ------------------------ | --------- | ------------------------- | -------- |
| Cattedrale di Cristo Re                | Diocesi di Bubanza       | Bubanza   | Cristo Re                 |          |
| Cattedrale di Maria Regina Mundi       | Arcidiocesi di Bujumbura | Bujumbura | Maria Regina              |          |
| Cattedrale di Cristo Re                | Diocesi di Bururi        | Bururi    | Cristo Re                 |          |
| Cattedrale di Cristo Re                | Arcidiocesi di Gitega    | Gitega    | Cristo Re                 |          |
| Cattedrale di Nostra Signora di Fatima | Diocesi di Muyinga       | Muyinga   | Madonna di Fátima         |          |
| Cattedrale di Nostra Signora di Fatima | Diocesi di Ngozi         | Ngozi     | Madonna di Fátima         |          |
| Cattedrale di San Giuseppe             | Diocesi di Rutana        | Rutana    | San Giuseppe              |          |
| Cattedrale dei Martiri dell'Uganda     | Diocesi di Ruyigi        | Ruyigi    | Santi martiri dell'Uganda |          |

## Cattedrale greco-ortodossa
| Cattedrale                  | Diocesi                         | Città     |
| --------------------------- | ------------------------------- | --------- |
| Cattedrale della Dormizione | Arcidiocesi di Burundi e Rwanda | Bujumbura |